# Monty Pythons flygande cirkus
Monty Pythons flygande cirkus (engelska: Monty Python's Flying Circus) är en brittisk humorserie som sändes i fyra säsonger, med start den 5 oktober 1969, på BBC. Seriens skapare är Monty Pythongänget, som består av Graham Chapman, John Cleese, Terry Gilliam, Eric Idle, Terry Jones och Michael Palin. I svensk TV visades det första avsnittet den 12 oktober 1970 på TV2.

## Stil och innehåll
Serien var banbrytande med sin absurda humor och Gilliams stop motion-animationer. John Cleese tröttnade på serien och var inte med helt under den sista säsongen. Efter ett uppehåll gjorde Monty Python senare flera filmer. I början av varje avsnitt fanns en man med långt skägg som rörde sig mot kameran och när han kom fram sa han "It's"..., varvid introt, där John Cleese säger namnet på programmet, började.
Serien satte i system att bryta mot de förväntningar publiken kunde bygga upp under loppet av en sketch eller ett program, en metod som fick ett klassiskt uttryck i det då och då upprepade "And now for something completely different" liksom i Gilliams animerade titelsekvens med dess vilda krockar mellan olika slags bildmotiv, figurer och rörelseriktningar. En sketch som inleddes som en pastich på en romantisk riddarsaga, domstolsscen eller patriotisk krigsfilm vreds regelbundet om till något helt annat, vilket kastade ett farsartat, absurt ljus över både figurerna och berättelsen - och i förlängningen åskådarna själva. Den engelske kultursociologen Andrew Calcutt har beskrivit Monty Pythons metod och verkan: "the first television programme to subvert the medium itself. For a sketch they would take a recognizable format, the chatshow or documentary for instance, and let insanity demolish it from the inside out." Inflytandet från både popkonst och psykedelia i dessa dekonstruktiva grepp är påtagligt.

## Avsnitt
| Säsong | Avsnitt | Namn                                                                 | Namn                                                    | Sändes     |
| Säsong | Nr      | Engelska                                                             | Svenska                                                 | Sändes     |
| ------ | ------- | -------------------------------------------------------------------- | ------------------------------------------------------- | ---------- |
| 1      | 1       | Whither Canada?                                                      | Varthän Kanada?                                         | 1969-10-05 |
| 1      | 2       | Sex and Violence                                                     | Sex och våld                                            | 1969-10-12 |
| 1      | 3       | How to Recognise Different Types of Trees from Quite a Long Way Away | Hur man känner igen olika sorters träd på långt håll    | 1969-10-19 |
| 1      | 4       | Owl-Stretching Time                                                  | Ugglestretchdags                                        | 1969-10-26 |
| 1      | 5       | Man's Crisis of Identity in the Latter Half of the 20th Century      | Mannens identitetskris under sent 1900-tal              | 1969-11-16 |
| 1      | 6       | The BBC Entry for the Zinc Stoat of Budapest (or, It's the Arts)     | Det är konst                                            | 1969-11-23 |
| 1      | 7       | You're No Fun Anymore                                                | Du är inte rolig längre                                 | 1969-11-30 |
| 1      | 8       | Full Frontal Nudity                                                  | Helnaket                                                | 1969-12-07 |
| 1      | 9       | The Ant, an Introduction                                             | Myran - en introduktion                                 | 1969-12-14 |
| 1      | 10      | Untitled                                                             | Utan titel                                              | 1969-12-21 |
| 1      | 11      | The Royal Philharmonic Orchestra Goes to the Bathroom                | Den kungliga filharmoniska orkestern går in i badrummet | 1969-12-28 |
| 1      | 12      | The Naked Ant                                                        | Den nakna myran                                         | 1970-01-04 |
| 1      | 13      | Intermission                                                         | Paus                                                    | 1970-01-11 |
| 2      | 1       | Dinsdale!                                                            | Möt pressen                                             | 1970-09-15 |
| 2      | 2       | The Spanish Inquisition                                              | Den spanska inkvisitionen                               | 1970-09-22 |
| 2      | 3       | Déjà Vu                                                              | Déjà Vu                                                 | 1970-09-29 |
| 2      | 4       | The Buzz Aldrin Show                                                 | Buzz Aldrins show                                       | 1970-10-20 |
| 2      | 5       | Live from the Grill-o-Mat                                            | Live från Grillomat                                     | 1970-10-27 |
| 2      | 6       | It's a Living                                                        | Vem tjänar mest?                                        | 1970-11-03 |
| 2      | 7       | The Attila the Hun Show                                              | Attila hunnens show                                     | 1970-11-10 |
| 2      | 8       | Archaeology Today                                                    | Arkeologi idag                                          | 1970-11-17 |
| 2      | 9       | How to Recognise Different Parts of the Body                         | Hur man känner igen olika kroppsdelar                   | 1970-11-24 |
| 2      | 10      | Scott of the Antarctic                                               | Scott från Antarktis                                    | 1970-12-01 |
| 2      | 11      | How Not to Be Seen                                                   | Hur man inte syns                                       | 1970-12-08 |
| 2      | 12      | Spam                                                                 | Burkskinka                                              | 1970-12-15 |
| 2      | 13      | Royal Episode 13                                                     | Det kungliga avsnitt 13                                 | 1970-12-22 |
| 3      | 1       | Njorl's Saga                                                         | Whickers värld                                          | 1972-10-19 |
| 3      | 2       | Mr. and Mrs. Brian Norris' Ford Popular                              | Herr och fru Brian Norris Ford Popular                  | 1972-10-26 |
| 3      | 3       | The Money Programme                                                  | Pengaprogrammet                                         | 1972-11-02 |
| 3      | 4       | Blood, Devastation, Death, War and Horror                            | Blod, död, krig och skräck                              | 1972-11-09 |
| 3      | 5       | The All-England Summarise Proust Competition                         | Tävlingen där hela England summerar Proust              | 1972-11-16 |
| 3      | 6       | The War Against Pornography                                          | Kriget mot pornografi                                   | 1972-11-23 |
| 3      | 7       | Salad Days                                                           | Salad Days                                              | 1972-11-30 |
| 3      | 8       | The Cycling Tour                                                     | Cykelturen                                              | 1972-12-07 |
| 3      | 9       | The Nude Man                                                         | Den nakna organisten                                    | 1972-12-14 |
| 3      | 10      | E. Henry Thripshaw's Disease                                         | En avhandling om Thripshaws sjukdom                     | 1972-12-21 |
| 3      | 11      | Dennis Moore                                                         | Dennis Moore                                            | 1973-01-04 |
| 3      | 12      | A Book at Bedtime                                                    | Godnattsaga                                             | 1973-01-11 |
| 3      | 13      | The British Showbiz Awards (or, Grandstand)                          | Spel för galleriet                                      | 1973-01-18 |
| 4      | 1       | The Golden Age of Ballooning                                         | Ballongflygningens guldålder                            | 1974-10-31 |
| 4      | 2       | Michael Ellis                                                        | Michael Ellis                                           | 1974-11-07 |
| 4      | 3       | The Light Entertainment War                                          | Det lättsamma underhållningskriget                      | 1974-11-14 |
| 4      | 4       | Hamlet                                                               | Hamlet                                                  | 1974-11-21 |
| 4      | 5       | Mr. Neutron                                                          | Mr Neutron                                              | 1974-11-28 |
| 4      | 6       | Party Political Broadcast                                            | Partipolitisk utsändning                                | 1974-12-05 |

## Kända sketcher
- The Ministry of Silly Walks – En man vill ha bidrag från "Ministeriet för löjliga gångstilar"[5] för att utveckla sin egen gångstil.
- Dead Parrot – En man vill ha pengarna tillbaka för den till synes döda papegoja han köpte.
- The funniest joke in the world – Under andra världskriget uppfinns världens roligaste vits som är så rolig att man dör av skratt om man hör den.
- The Lumberjack Song – En skogshuggare sjunger (med hjälp av en kör kanadensiska ridande poliser) om vilka "manliga" sysslor han ägnar sig åt.
- Spam – Ett par beställer frukost på en restaurang men menyn är ganska ensidig.
- The Fish-slapping-dance – Två män står vid sidan av en kanal. Den ena står helt still medan den andra mannen trippar fram och tillbaka samtidigt som han slår med två små fiskar i den stillastående mannens ansikte.
- Mosquito Hunting – Två yrkesjägare använder diverse redskap som gevär, kanoner och bandvagnar för att ta död på en ("farlig") mygga.

## Monty Python's Fliegender Zirkus
Två avsnitt av serien producerades i Tyskland för WDR (Westdeutscher Rundfunk), båda med titeln Monty Python's Fliegender Zirkus, en bokstavlig översättning till tyska av den engelska titeln. Bakom detta låg den tyske underhållaren och TV-producenten Alfred Biolek som under besök i Storbritannien uppmärksammade och imponerades av Pythons, med deras innovativa, absurda sketcher och han bjöd därför in dem till Tyskland för att skriva och agera i två tyska specialavsnitt. Det första avsnittet spelades in på tyska 1971. Det andra avsnittet spelades in 1972, på engelska och dubbades sedan till tyska inför sändningen i Tyskland. Den engelska originalinspelningen sändes av BBC i oktober 1973.